# Brimeux
Brimeux település Franciaországban, Pas-de-Calais megyében. Lakosainak száma 872 fő (2022. január 1.). Brimeux Marenla, Lespinoy, Marles-sur-Canche, Beaumerie-Saint-Martin, Boisjean és Campagne-lès-Hesdin községekkel határos.

## Népesség
A település népességének változása:
| Lakosok száma | 854  | 844  | 875  | 847  | 847  | 855  | 861  | 866  | 872  |
|               | 2013 | 2015 | 2016 | 2017 | 2018 | 2019 | 2020 | 2021 | 2022 |